# 布魯克頓 (喬治亞州)
布魯克頓（英語：Brookton）是位於美國喬治亞州霍爾縣的一個非建制地區。該地的面積和人口皆未知。

## 地理
布魯克頓的座標為34°26′42″N 83°46′46″W / 34.44500°N 83.77944°W，而該地的平均海拔高度為416米（即1365英尺）。